# コンクリート (映画)
『コンクリート』は、2004年に公開された日本映画。

## 概要
ノンフィクション小説『十七歳、悪の履歴書』 を原作とし、女子高生コンクリート詰め殺人事件をモチーフとして、わずか5日間で撮り上げた作品である。

## スタッフ
- 企画・製作：小田泰之
- エグゼクティブプロデューサー：倉谷宣緒
- プロデューサー：莟宣次
- 原作：渥美饒兒「十七歳、悪の履歴書」（作品社刊）
- 脚本：菅乃廣
- 監督：中村拓
- 撮影：倉本和比人
- 特殊メイク：広瀬諭
- 音楽：西村麻聡
- ラインプロデューサー：菱沼康介
- 助監督：大竹朝子
- 製作担当：坂下大輔
- スタイリスト：黒田茂津子
- ヘアメイク：山田真由美
- スチール：渡辺茂史
- 効果音：村山裕子

## キャスト

### 主要人物
大杉辰夫（モデル：少年A） - 高岡蒼佑
本作の主人公で、当件の主犯。
元柔道部で先輩たちと諍いを起こし高校を中退。その後、タイル張り会社に勤めるが、島田の勧誘を断れ切れずヤクザになる。そして、代表として「龍神会」を結成。
美咲（モデル：被害者E） - 小森未来
本作のヒロインで、当件の被害者。帰宅途中に辰夫に騙されて監禁される。
松山佳代子（モデル：少年Dの姉） - 三船美佳
辰夫の彼女で、本作のもう1人のヒロイン。当初は辰夫に結婚を迫っていたが、後に破局する。
尾崎弘明（モデル：少年B） - 小林且弥
従犯。辰夫の舎弟で「龍神会」メンバー。辰夫に対し従順な態度を取るが、内心では不平を抱いている。辰夫や池田に比べて優しい性格で、当初は美咲に暴力を振るわなかった。
池田智巳（モデル：少年C） - 柘植亮二
従犯。辰夫の舎弟で「龍神会」メンバー。美咲の監禁場所を提供した。好戦的な性格で、美咲に対し積極的に暴行をしていた。
松山隆男（モデル：少年D） - 間野健介
従犯。佳代子の弟。辰夫に脅されて無理矢理「龍神会」メンバーにさせられる。

### その他
森 - 樋田洋平
「龍神会」メンバー。
吉岡 - 斎藤悠
「龍神会」メンバー。
岡本 - 豊島侑也
「龍神会」メンバー
島田 - 宮田大三
辰夫の中学時代の同級生。ヤクザの子分。
大門 - 町田政則
ヤクザの幹部。
池田真弓（モデル：少年Cの母） - 高柳さち子
智巳の母。美咲に帰宅するよう促すが、失敗する。
大杉美佐江（モデル：少年Aの母） - 沖直未
辰夫の母。辰夫に家庭内暴力を受けていた。
大杉信也 - 中務一友
辰夫の父。愛人の家に入り浸り、ほとんど自宅にいない。
早坂 - 中谷彰宏
警察で取り調べを担当する刑事。
片桐 - 永澤俊矢
辰夫が勤務していたタイル貼りの会社の社長。
その他俳優一覧
- 上野太
- 若葉要
- 山口温
- 羽根田陽一（特別出演）
- 斎木亨子
- 安斉夕起子
- 浜ゆかり
- 内田龍麿
- 米山訓
- 井田延
- 江沢大樹
- 閔東旭
- 兵頭未来洋
- 松山美雪
- 山崎すず
- 酒井あずさ
- 光山文章
- 東知章
- 江藤大我
- 関根裕介
- 松下孝
- 竹本泰
- 百瀬洋一郎
- 重松伴武
- 中村英児
- 中川剛志
- 大空愛
- 松田恵美
- 桐嶋紗綾
- 和所梢
- 小鶴
- 中野渡大土
- 鈴木さち
- 西村うらら
- 石村美由紀
- 出水由起子
- 三上薫
- 横山美智代
- 小林直人
- 高橋永剛
- 谷本憲司
- 枌谷亮介
- 泉知来
- リコミカド
- 小林友
- 石川智海
- 森山光治良
- 高橋精次
- 伊藤浩樹

## 公開
公開をめぐって、「モチーフとなった事件の残虐性」「そもそも映画にする必要があるのか?」などの意見が2ちゃんねるなどの電子掲示板を中心に多数湧き上がり、劇場にも上映反対意見が多数届いた。劇場の銀座シネパトスへの上映中止嘆願書が作成され、だれでも簡単にファックスで送れるようにサイトに貼り付けられた。また製作者に向けては、映画の制作意図を問いただす質問状が送りつけられた。
その影響で5月29日から銀座シネパトスで予定されていた公開は中止されたが、その後、アップリンク・ファクトリーで7月3日から9日までの1週間だけ公開された。大きな一因は映画の製作会社の掲示板に脅迫的な文言が書き込まれたことであるとされる。製作者側によれば、大手レンタルチェーン店にもこの映画のビデオ・DVDを取り扱わないよう意見が多数寄せられたという。なお、この映画のビデオ・DVDはレンタル用としてはR-15に指定されている。